# 博南镇
博南镇，原称老街镇，是中华人民共和国云南省大理白族自治州永平县下辖的一个乡镇级行政单位。

## 行政区划
博南镇下辖以下地区：
老街社区、胜泉村、苏屯村、沙鲁村、卓潘村、坡脚村、七屯村、桃新村、新田村、花桥村、初一铺村、青羊厂村、曲硐村和东庄村。

## 中国传统村落
2012年，曲硐村、花桥村被评为首批“中国传统村落”。